# Districten van Nepal
Dit artikel beschrijft de districten van Nepal. De 14 zones van Nepal zijn onderverdeeld in 75 districten (Nepalees: िजल्ला of jillā). 
| - Achham (1) - Arghakhanchi (2) - Baglung (3) - Baitadi (4) - Bajhang (5) - Bajura (6) - Banke (7) - Bara (8) - Bardiya (9) - Bhaktapur (10) - Bhojpur (11) - Chitwan (12) - Dadeldhura (13) - Dailekh (14) - Dang (15) - Darchula (16) - Dhading (17) - Dhankuta (18) - Dhanusa (19) - Dolkha (20) - Dolpa (21) - Doti (22) - Gorkha (23) - Gulmi (24) - Humla (25) - Ilam (26) - Jajarkot (27) - Jhapa (28) | - Jumla (29) - Kailali (30) - Kalikot (31) - Kanchanpur (32) - Kapilvastu (33) - Kaski (34) - Kathmandu (35) - Kavrepalanchok (36) - Khotang (37) - Lalitpur (38) - Lamjung (39) - Mahottari (40) - Makwanpur (41) - Manang (42) - Morang (43) - Mugu (44) - Mustang (45) - Myagdi (46) - Nawalparasi (47) - Nuwakot (48) - Okhaldhunga (49) - Palpa (50) - Panchthar (51) - Parbat (52) - Parsa (53) - Pyuthan (54) - Ramechhap (55) - Rasuwa (56) | - Rautahat (57) - Rolpa (58) - Rukum (59) - Rupandehi (60) - Salyan (61) - Sankhuwasabha (62) - Saptari (63) - Sarlahi (64) - Sindhuli (65) - Sindhulpalchok (66) - Siraha (67) - Solukhumbu (68) - Sunsari (69) - Surkhet (70) - Syangja (71) - Tanahu (72) - Taplejung (73) - Terhathum (74) - Udayapur (75) |